# John Mathieson

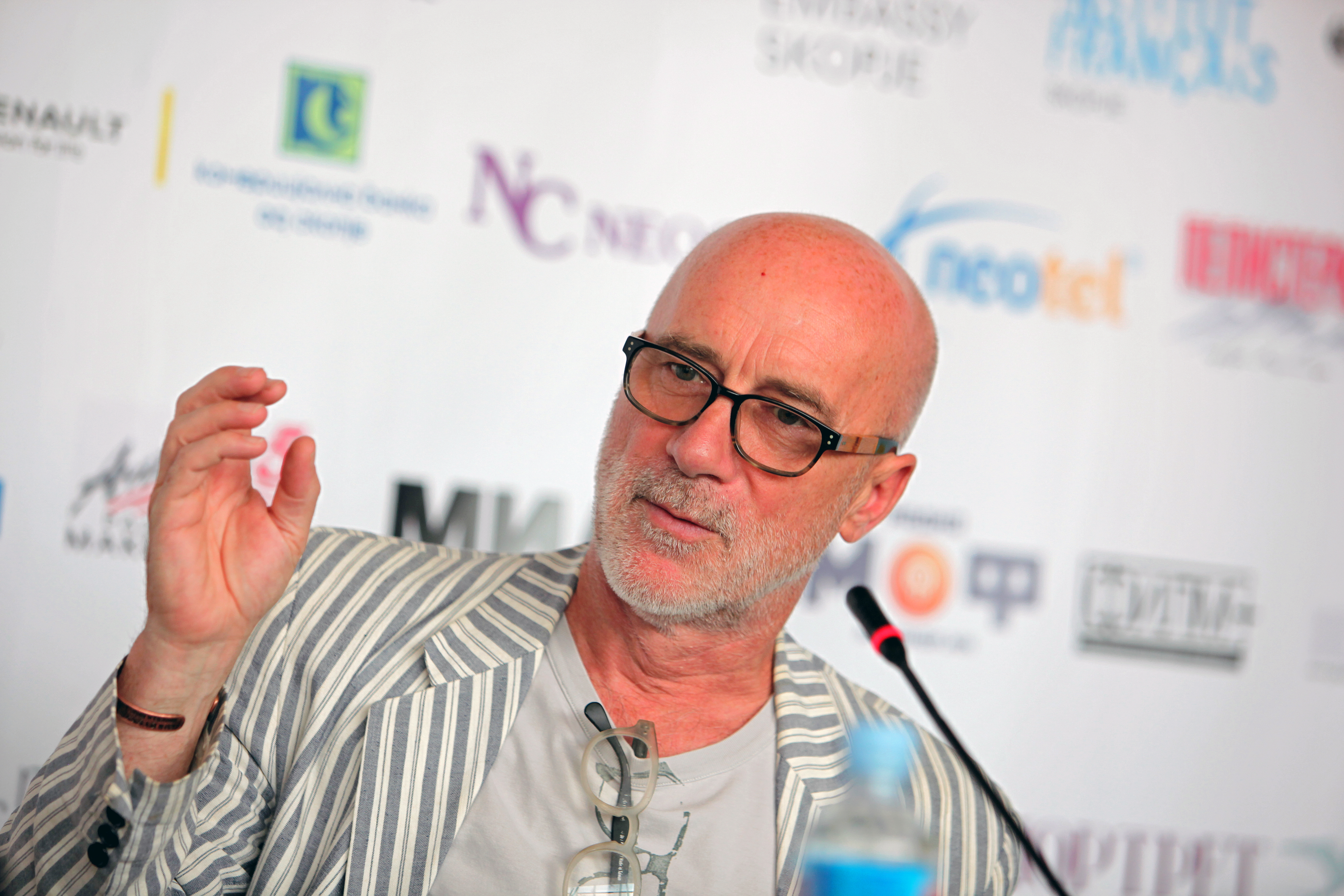
John Mathieson beim Manaki Brüder Festival 2019 in Bitola

John Mathieson (* 3. Mai 1961 in Isle of Purbeck) ist ein britischer Kameramann. Er arbeitet oft mit dem Regisseur Ridley Scott zusammen und ist für seine Arbeit mehrfach ausgezeichnet worden. So erhielt er unter anderem zwei Oscar-Nominierungen.

## Leben
Er begann seine Karriere in der britischen Filmindustrie als Kamera-Assistent von Gabriel Beristain. Im Jahr 1988 erhielt große Anerkennung für das Musikvideo Peek-a-Boo für die Rockband Siouxsie and the Banshees. Er arbeitete unter anderem mit John Maybury zusammen und war für den Film Love Is the Devil als Kameramann tätig. In den 1990ern machte er einige Musikvideos für Künstler wie Madonna, Prince und Massive Attack.
1998 war er für die Visual Effects in dem Film Der Staatsfeind Nr. 1 verantwortlich. Mathieson war in fünf Filmen für Ridley Scott tätig, wobei er 2001 für Gladiator für den Oscar nominiert war und den British Academy Film Award in der Kategorie Beste Kamera erhielt. Seine zweite Oscar-Nominierung erhielt er im Jahr 2004 für den Film Das Phantom der Oper.
Mathieson lebt derzeit im Vereinigten Königreich.

## Filmografie (Auswahl)
- 1992: Pigalle
- 1995: Bye-Bye
- 1996: Mirror, Mirror
- 1998: Love Is the Devil (Love Is the Devil: Study for a Portrait of Francis Bacon)
- 1999: Plunkett & Macleane – Gegen Tod und Teufel (Plunkett & Macleane)
- 2000: Gladiator
- 2001: K-PAX – Alles ist möglich (K-PAX)
- 2001: Hannibal
- 2003: Tricks (Matchstick Men)
- 2004: Traumata (Trauma)
- 2004: Das Phantom der Oper (The Phantom of the Opera)
- 2005: Königreich der Himmel (Kingdom of Heaven)
- 2007: Der Klang des Herzens (August Rush)
- 2008: Flashbacks of a Fool
- 2009: Boogie Woogie – Sex, Lügen, Geld und Kunst (Boogie Woogie)
- 2010: Robin Hood
- 2010: Brighton Rock
- 2010: Burke & Hare
- 2011: X-Men: Erste Entscheidung (X-Men: First Class)
- 2012: Große Erwartungen (Great Expectations)
- 2013: 47 Ronin
- 2015: Codename U.N.C.L.E. (The Man from U.N.C.L.E.)
- 2015: Pan
- 2017: Logan – The Wolverine (Logan)
- 2017: King Arthur: Legend of the Sword
- 2018: American Woman
- 2018: Maria Stuart, Königin von Schottland (Mary Queen of Scots)
- 2019: Pokémon Meisterdetektiv Pikachu
- 2022: Doctor Strange in the Multiverse of Madness
- 2023: Der Lotse (The Shepherd) (Kurzfilm)
- 2024: Gladiator II
- 2024: Bonhoeffer: Pastor. Spy. Assassin.
- 2025: Jurassic World: Die Wiedergeburt (Jurassic World Rebirth)

## Auszeichnungen (Auswahl)
- 2000: Satellite Awards 2000 in der Kategorie Beste Kamera für den Film Gladiator
- 2001: British Academy Film Award in der Kategorie Beste Kamera für den Film Gladiator